# Abdij van Mortemer

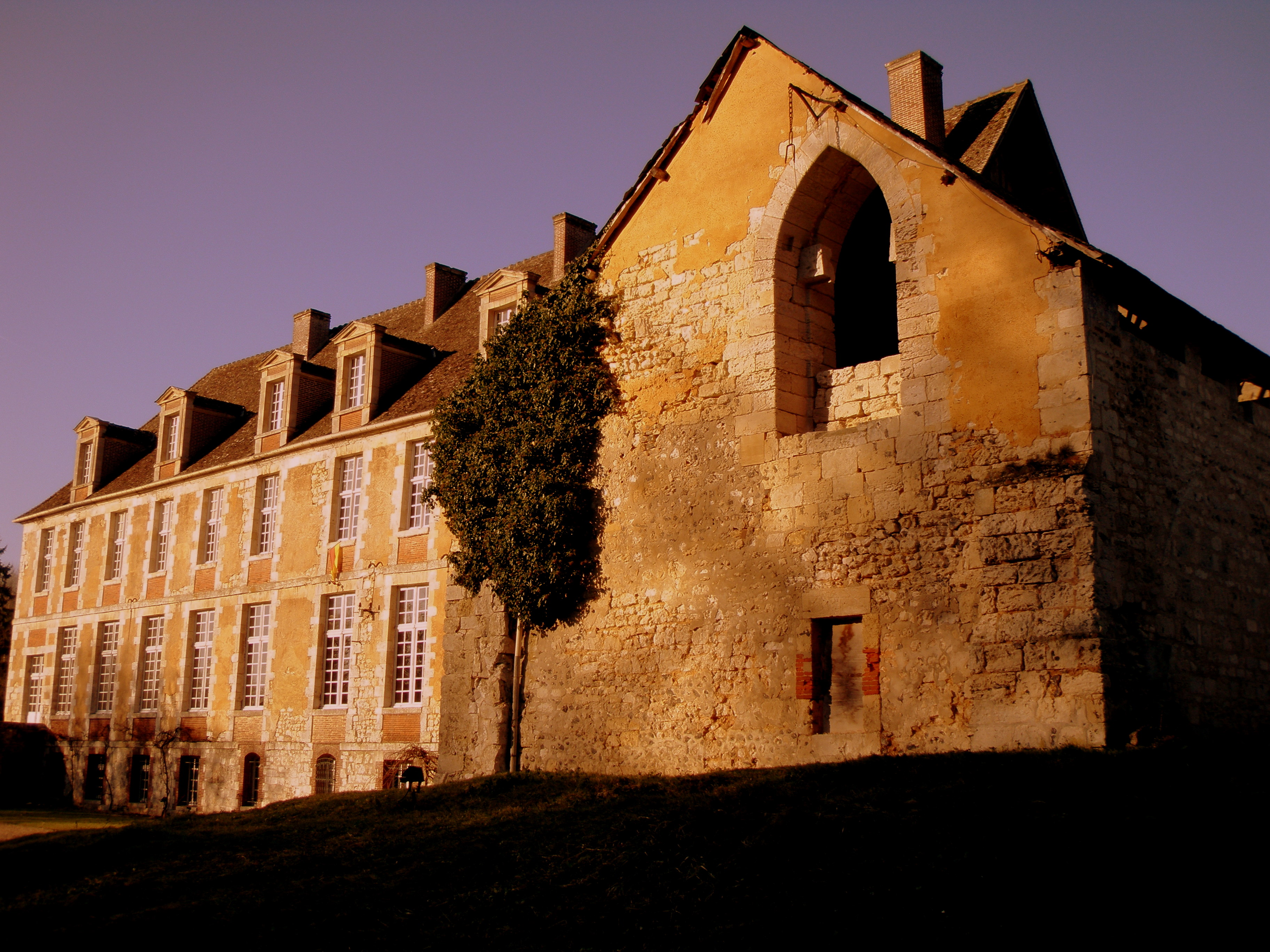
Abdij van Mortemer

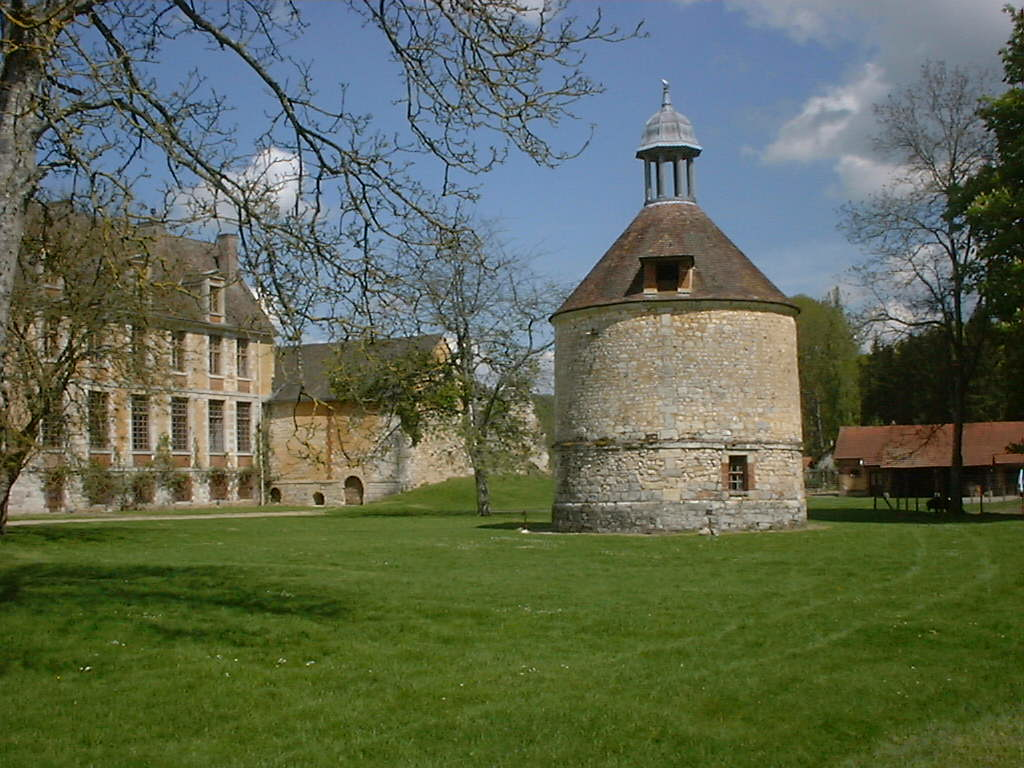
De 15e- tot 17e-eeuwse abdij en duiventil

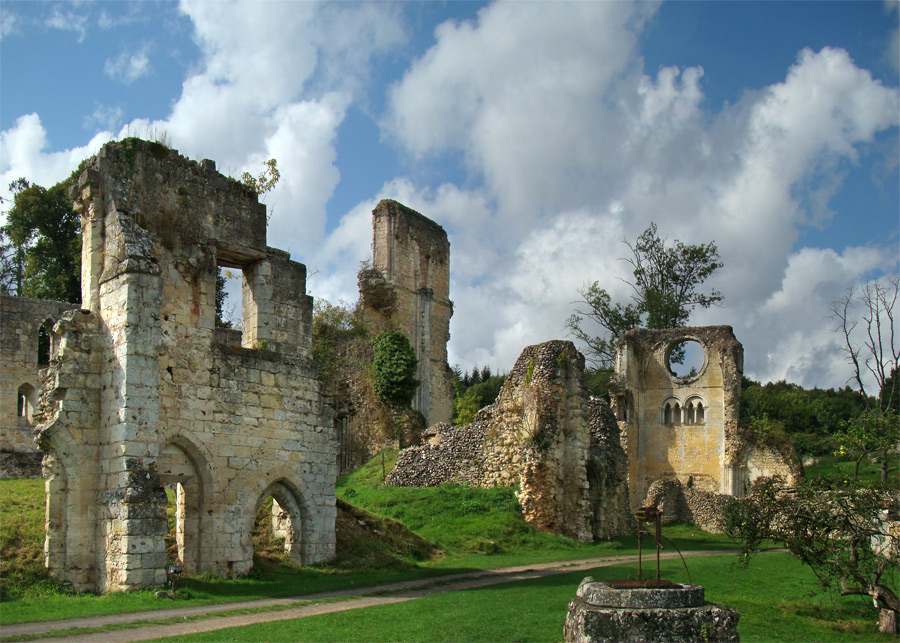

De Abdij van Mortemer (afgeleid van het Latijnse ‘mortum mare’, oftewel ‘dode zee’, vanwege de destijds aanwezige moerassen) is een cisterciënzer abdij uit de twaalfde eeuw, gelegen in Normandië, in Frankrijk. Tegenwoordig vormen de ruïnes als overblijfselen van de abdij nog een veel bezochte locatie en huist hier een museum.

## Geschiedenis
De abdij is in 1134 gebouwd op verzoek van Hendrik I, koning van Engeland, de eerste hertog van Normandië en vierde zoon van Willem de Veroveraar. Na afronding van de bouw vestigden zich er al snel monniken. Het werd de eerste abdij in Normandië die bij de cisterciënzerorde was aangesloten. De monniken leefden er volledig zelfvoorzienend. De monniken hadden duiven in een eigen duiventil, vingen diverse soorten vis, waaronder lamprei, baars en zeelt, en produceerden hun eigen wijn en honing.
Ten tijde van de Franse Revolutie waren er nog slechts vier monniken in de abdij. Zij zijn echter aangevallen en in de kelder onder de abdij gedood. Omdat er toen geen monniken meer waren om de abdij te bewonen is de abdij verkocht aan een particulier. Mettertijd is de abdij nog meerdere keren doorverkocht, waarbij sommigen ook delen van de abdij lieten afbreken om als bouwmaterialen te verkopen. Sinds 1985 kwam de abdij in het bezit van een vereniging die zich inzet voor het behoud van de grond en de ruïnes van de abdij.
Naast de ruïne staat het 18e-eeuwse woonhuis, dat tegenwoordig een museum huisvest.